# 和知八幡神社
八幡神社（はちまんじんじゃ）は広島県三次市和知町に鎮座する神社（八幡宮）。
鎮座地は国兼川を北西に見下ろす台地の先端部に位置し、地名を冠して和知八幡神社（わちはちまんじんじゃ）とも呼ばれる。

## 祭神
品陀和気命（ほんだわけのみこと。八幡神、応神天皇）他11柱を祀る。

## 由緒
『芸藩通志』によれば、鎌倉時代の承元年間（1207年-1211年）に和知村の古城山城城主広沢与三実方が鎌倉鶴岡八幡宮より勧請したと伝わるという。実方は平安時代末の藤戸の戦いにおける功績に因り建久3年（1192年）7月に備後国三谿郡の中、12郷を与えられて所領としたというが、そこには和知村は含まれていなかったと見られるので、実際には実方の孫の実村かその息実成の時代に勧請されたものと思われる。因みに実成は父実村の所領を兄である実綱と中分して和知庄を領した事から和知（智）氏を称し、また、乾元元年（1302年）に安芸国厳島神社を詣でた後深草院二条はその帰路、同年末に実成の居館に寄寓したが、その後兄実綱の居館に移った事が原因で実成兄弟があわや合戦という事態となり、彼女の知人で両人の「伯父」（実は従兄弟）に当たる広沢氏の惣領、行実の仲裁で事なきを得ている。実成の子孫は和智氏、実綱の子孫は江田氏を称して、備後の国衆となった。
鎮座地は当初字大峠であったが、その後字森重に遷され、更に現在地に遷座したといい、国兼川対岸の山際にあった金剛院（廃寺）が別当寺であったという。
明治43年（1910年）に和知村内の艮、門田、稲生、白鳥、新宮、大平神社等を合祀している。

## 祭祀

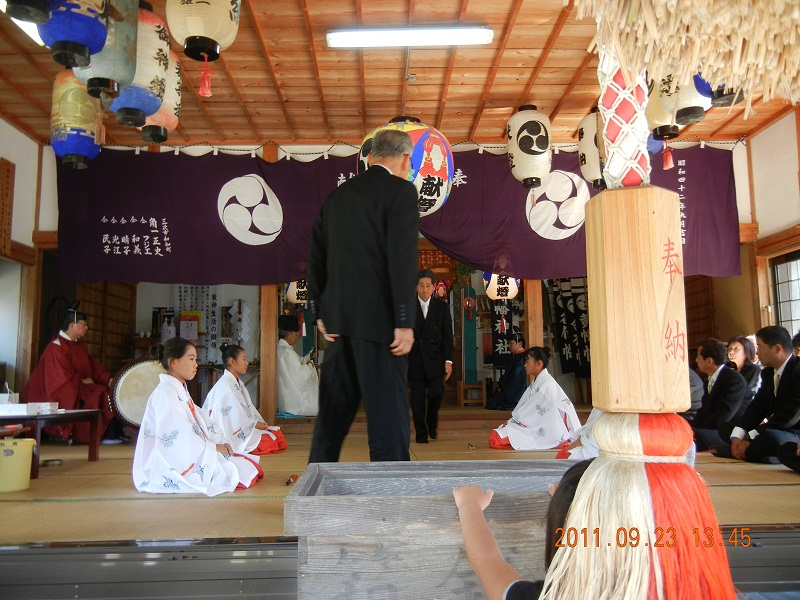
秋祭り

毎年9月に秋祭があり、神楽、狂言、少年による太鼓隊（獅子舞含む）が奉納され、大荒れで神社本殿と奥社（おたび）との間を往復する神輿巡幸も行われる。狂言は地元の有志によって興行される素人芝居で、明治末頃（20世紀初）には役者が台詞を忘れる事が多々あり、その都度初めからやり直した為に、物事を中途からやり直す事を「和知の狂言」と呼ぶ三次盆地一帯の俗諺が生じた。また、太鼓隊は国兼川に架かる仁義橋（じんぎばし）の傍で隊列を整え急坂を登り神社に向かう習いである。